# 한창주
한창주(1995년 12월 7일 ~ )는 대한민국의 축구 선수이다. 포지션은 미드필더이다.